# 聖克魯斯縣 (維德角)
聖克魯斯縣（葡萄牙語：Santa Cruz）是西非島國佛得角的22個縣之一，位於背風群島的聖地亞哥島，首府設於佩德拉巴德茹，面積150平方公里，主要經濟活動有農業、養牛業和林業，2010年人口30,038。
15°08′N 23°34′W / 15.133°N 23.567°W